# ORP Krakowiak (L115)
Pour les autres navires du même nom, voir ORP Krakowiak.
L'ORP Krakowiak est un destroyer d'escorte polonais de la classe Hunt Type II en service pendant la Seconde Guerre mondiale, initialement britannique sous le nom de HMS Silverton.

## Construction
Le Silverton est commandé le 4 septembre 1939 dans le cadre du programme d'urgence de la guerre de 1939 pour le chantier naval de J. Samuel White de Cowes, sur l'île de Wight en Angleterre, sous le numéro J6583. La pose de la quille est effectuée le 5 décembre 1939. Il est lancé le 4 décembre 1940 sous le nom de HMS Silverton. Il est renommé ORP Krakowiak en avril 1941 et mis en service dans la marine polonaise le 28 mai 1941 sous le commandement du Kapitan marynarki Tadeusz Gorazdowski.
Les navires de classe Hunt sont censés répondre au besoin de la Royal Navy d'avoir un grand nombre de petits navires de type destroyer capables à la fois d'escorter des convois et d'opérer avec la flotte. Les Huntde type II se distinguent des navires précédents type I par une largeur (Maître-bau) accrue afin d'améliorer la stabilité et de transporter l'armement initialement prévu pour ces navires.
Le Hunt type II mesure 80,54 m de longueur entre perpendiculaires et 85,34 m de longueur hors-tout. Le Maître-bau du navire mesure 9,60 m et le tirant d'eau est de 3,51 m. Le déplacement est de 1070 t standard et de 1510 t à pleine charge.
Deux chaudières Admiralty produisant de la vapeur à 2100 kPa et à 327 °C alimentent des turbines à vapeur à engrenages simples Parsons qui entraînent deux arbres d'hélices, générant 19 000 chevaux (14 000 kW) à 380 tr/min. Cela donné une vitesse de 27 nœuds (50 km/h) au navire. 281 t de carburant sont transportés, ce qui donne un rayon d'action nominale de 2 560 milles marins (4 740 km) (bien qu'en service, son rayon d'action tombe à 1 550 milles marins (2 870 km)).
L'armement principal du navire est de six canons de 4 pouces QF Mk XVI (102 mm) à double usage (anti-navire et anti-aérien) sur trois supports doubles, avec un support avant et deux arrière. Un armement antiaérien rapproché supplémentaire est fourni par une monture avec des canons quadruple de 2 livres "pom-pom" MK.VII et deux  canons Oerlikon de 20 mm Mk. III montés dans les ailes du pont. Les montures jumelles motorisées d'Oerlikon sont remplacées par des Oerlikons simples au cours de la guerre. Jusqu'à 110 charges de profondeur pouvaient être transportées,. Le navire a un effectif de 168 officiers et hommes,.

## Historique

### Seconde Guerre mondiale
Étant le premier navire de sa classe à être remis aux Polonais, son équipage passe la majeure partie de son temps à s'entraîner et à se mettre en condition jusqu'au 10 juillet 1941. Il entre ensuite dans le rôle d'escorte de convoi dans l'Atlantique Nord. En décembre de la même année, il est parmi les navires choisis pour participer au raid (abouti) contre un avant-poste naval allemand sur les îles Lofoten. Tout au long de la guerre, il patrouille également en mer du Nord, se livrant souvent à des escarmouches avec des torpilleurs allemands. En 1943, il rejoint la Méditerranée, où il participe, entre autres, à l'opération Husky, puis à la campagne du Dodécanèse. Au total, pendant la Seconde Guerre mondiale, il parcourt plus de 146 000 milles marins (270 392 km), escortant 206 convois différents, dont neuf dans l'Atlantique Nord. Il a abattu trois avions ennemis, mais le nombre de navires de l'Axe coulés/endommagés est incertain.

### Après-guerre
Le 28 septembre 1946, le navire est retiré de la marine polonaise par les Britanniques, qui le renomment sous son nom d'origine et le place en réserve à Devonport. Le Silverton est reclassée comme frégate sous le numéro de fanion F 55. Ne servant que dans de rares cas, il passa la plupart du temps à quai, conservé au sein de la flotte de réserve. C'est à ce titre qu'il représenta la flotte de réserve lors des célébrations du couronnement de la reine Elizabeth à Spithead en juillet 1953.
En 1958, il est finalement retiré du service et placé sur la liste des démolitions. Il est vendu BISCO pour démolition par Thos W Ward. Il est démoli à Grays, dans l'Essex, à compter de mars 1959. Sa valeur de ferraille réalisé est de 17 400 £.

### Commandement
- Kapitan Marynarki (Kpt. mar.) Tadeusz Gorazdowski (ORP) du 4 septembre 1941 au 24 mars 1942
- Kapitan Marynarki (Kpt. mar.) Jan Tchorznicki (ORP) du 4 septembre 1941 au 24 mars 1942
- Komandor Podporucznik (Kmdr ppor.) Wszechwlad Maracewicz (ORP) du 4 septembre 1941 au 24 mars 1942
- Kapitan Marynarki (Kpt. mar.) Wlodzimierz Loskoczynski (ORP) du 4 septembre 1941 au 24 mars 1942